# Élections législatives de 1932 dans l'Hérault
 (octobre 2020).
Si vous disposez d'ouvrages ou d'articles de référence ou si vous connaissez des sites web de qualité traitant du thème abordé ici, merci de compléter l'article en donnant les références utiles à sa vérifiabilité et en les liant à la section « Notes et références ».
Les élections législatives de 1932 ont eu lieu les 1er et 8 mai 1932.

## Élus
|   | Circonscription    | Député sortant          |  | Groupe parlementaire                      | Député élu              |  | Groupe parlementaire                      |
| - | ------------------ | ----------------------- |  | ----------------------------------------- | ----------------------- |  | ----------------------------------------- |
| 1 | 1re de Béziers     | Charles Guilhaumon      |  | Républicain radical et radical-socialiste | Léon Baylet             |  | Parti socialiste                          |
| 2 | 2e de Béziers      | Charles Caffort         |  | Républicain radical et radical-socialiste | Jean Félix              |  | Parti socialiste                          |
| 3 | 3e de Béziers      | Édouard Barthe          |  | Parti socialiste                          | Édouard Barthe          |  | Parti socialiste                          |
| 4 | Lodève             | Louis Germain-Martin    |  | Gauche radicale                           | Louis Germain-Martin    |  | Gauche radicale                           |
| 5 | 1re de Montpellier | Henri de Rodez-Bénavent |  | Députés indépendants                      | Henri de Rodez-Bénavent |  | Non inscrit                               |
| 6 | 2e de Montpellier  | Jean Alès               |  | Républicain radical et radical-socialiste | Jean Alès               |  | Républicain radical et radical-socialiste |
| 7 | 3e de Montpellier  | Adolphe Merle           |  | Républicain radical et radical-socialiste | Lucien Salette          |  | Parti socialiste                          |

## Résultats à l'échelle du département
| Partis         | Partis                                          | Premier tour | Premier tour | Deuxième tour | Deuxième tour | Sièges |
| Partis         | Partis                                          | Voix         | %            | Voix          | %             | Sièges |
| -------------- | ----------------------------------------------- | ------------ | ------------ | ------------- | ------------- | ------ |
|                | Section française de l'Internationale ouvrière  | 48 094       | 46,86        | 27 012        | 52,09         | 4      |
|                | Parti républicain radical et radical-socialiste | 26 202       | 25,53        | 9 251         | 17,84         | 1      |
|                | Radicaux indépendants                           | 12 050       | 11,74        | 7 069         | 13,63         | 1      |
|                | Droite                                          | 6 566        | 6,40         | 7 339         | 14,15         | 1      |
|                | Parti communiste-SFIC                           | 5 769        | 5,62         | 936           | 1,80          | 0      |
|                | Républicains indépendants                       | 2 434        | 2,37         |               |               | 0      |
|                | Divers                                          | 1 524        | 1,48         | 254           | 0,49          | 0      |
|                |                                                 |              |              |               |               |        |
| Inscrits       | Inscrits                                        | 135 225      | 100,00       | 66 257        | 100,00        | 7      |
| Votants        | Votants                                         | 103 650      | 76,65        | 52 376        | 79,05         |        |
| Abstentions    | Abstentions                                     | 31 575       | 23,35        | 13 881        | 20,95         |        |
| Blancs et nuls | Blancs et nuls                                  | 1 011        | 0,98         | 515           | 0,98          |        |
| Exprimés       | Exprimés                                        | 102 639      | 99,02        | 51 861        | 99,02         |        |

## Résultats par arrondissement

### Arrondissement de Béziers

#### 1recirconscription
| Candidats      | Candidats          | Étiquette           | Premier tour | Premier tour | Deuxième tour | Deuxième tour |
| Candidats      | Candidats          | Étiquette           | Voix         | %            | Voix          | %             |
| -------------- | ------------------ | ------------------- | ------------ | ------------ | ------------- | ------------- |
|                | Léon Baylet        | SFIO                | 5 985        | 36,59        | 9 248         | 55,32         |
|                | Charles Guilhaumon | Radical indépendant | 5 657        | 34,58        | 7 069         | 42,29         |
|                | Salvaing           | PRRRS               | 3 819        | 23,35        |               |               |
|                | Mioch              | PC-SFIC             | 897          | 5,48         | 399           | 2,39          |
|                |                    |                     |              |              |               |               |
| Inscrits       | Inscrits           | Inscrits            | 21 583       | 100,00       | 21 578        | 100,00        |
| Votants        | Votants            | Votants             | 16 564       | 76,75        | 16 901        | 78,33         |
| Abstention     | Abstention         | Abstention          | 5 019        | 23,25        | 4 677         | 21,67         |
| Blancs et nuls | Blancs et nuls     | Blancs et nuls      | 206          | 1,24         | 185           | 1,09          |
| Exprimés       | Exprimés           | Exprimés            | 16 358       | 98,76        | 16 716        | 98,91         |

#### 2ecirconscription
| Candidats      | Candidats       | Étiquette      | Premier tour | Premier tour | Deuxième tour | Deuxième tour |
| Candidats      | Candidats       | Étiquette      | Voix         | %            | Voix          | %             |
| -------------- | --------------- | -------------- | ------------ | ------------ | ------------- | ------------- |
|                | Jean Félix      | SFIO           | 9 392        | 48,20        | 10 640        | 52,09         |
|                | Charles Caffort | PRRRS          | 8 894        | 45,65        | 9 251         | 45,29         |
|                | Roqueblave      | PC-SFIC        | 1 198        | 6,15         | 537           | 2,63          |
|                |                 |                |              |              |               |               |
| Inscrits       | Inscrits        | Inscrits       | 26 323       | 100,00       | 26 325        | 100,00        |
| Votants        | Votants         | Votants        | 19 848       | 75,40        | 20 615        | 78,31         |
| Abstention     | Abstention      | Abstention     | 6 475        | 24,60        | 5 710         | 21,69         |
| Blancs et nuls | Blancs et nuls  | Blancs et nuls | 364          | 1,83         | 187           | 0,91          |
| Exprimés       | Exprimés        | Exprimés       | 19 484       | 98,17        | 20 428        | 99,09         |

#### 3ecirconscription
| Candidats      | Candidats      | Étiquette      | Premier tour | Premier tour |
| Candidats      | Candidats      | Étiquette      | Voix         | %            |
| -------------- | -------------- | -------------- | ------------ | ------------ |
|                | Édouard Barthe | SFIO           | 9 705        | 82,98        |
|                | Durandeau      | PC-SFIC        | 1 097        | 9,38         |
|                | Divers         | Divers         | 894          | 7,64         |
|                |                |                |              |              |
| Inscrits       | Inscrits       | Inscrits       | 16 258       | 100,00       |
| Votants        | Votants        | Votants        | 11 752       | 72,28        |
| Abstention     | Abstention     | Abstention     | 4 506        | 27,72        |
| Blancs et nuls | Blancs et nuls | Blancs et nuls | 56           | 0,48         |
| Exprimés       | Exprimés       | Exprimés       | 11 696       | 99,52        |

### Arrondissement de Lodève
| Candidats      | Candidats            | Étiquette           | Premier tour | Premier tour |
| Candidats      | Candidats            | Étiquette           | Voix         | %            |
| -------------- | -------------------- | ------------------- | ------------ | ------------ |
|                | Louis Germain-Martin | Radical indépendant | 6 393        | 57,23        |
|                | Ronzier-Joly         | SFIO                | 4 608        | 41,25        |
|                | Domenech             | PC-SFIC             | 169          | 1,51         |
|                |                      |                     |              |              |
| Inscrits       | Inscrits             | Inscrits            | 14 112       | 100,00       |
| Votants        | Votants              | Votants             | 11 298       | 80,06        |
| Abstention     | Abstention           | Abstention          | 2 814        | 19,94        |
| Blancs et nuls | Blancs et nuls       | Blancs et nuls      | 128          | 1,13         |
| Exprimés       | Exprimés             | Exprimés            | 11 170       | 98,87        |

### Arrondissement de Montpellier

#### 1recirconscription
| Candidats      | Candidats               | Étiquette      | Premier tour | Premier tour | Deuxième tour | Deuxième tour |
| Candidats      | Candidats               | Étiquette      | Voix         | %            | Voix          | %             |
| -------------- | ----------------------- | -------------- | ------------ | ------------ | ------------- | ------------- |
|                | Henri de Rodez-Bénavent | Droite         | 6 566        | 46,27        | 7 339         | 49,87         |
|                | Rouch                   | SFIO           | 4 172        | 29,40        | 7 124         | 48,41         |
|                | Turrière                | PRRRS          | 3 035        | 21,39        |               |               |
|                | Cantobre                | PC-SFIC        | 419          | 2,95         |               |               |
|                | Divers                  | Divers         |              |              | 254           | 1,73          |
|                |                         |                |              |              |               |               |
| Inscrits       | Inscrits                | Inscrits       | 18 285       | 100,00       | 18 354        | 100,00        |
| Votants        | Votants                 | Votants        | 14 397       | 78,74        | 14 860        | 80,96         |
| Abstention     | Abstention              | Abstention     | 3 888        | 21,26        | 3 494         | 19,04         |
| Blancs et nuls | Blancs et nuls          | Blancs et nuls | 205          | 1,42         | 143           | 0,96          |
| Exprimés       | Exprimés                | Exprimés       | 14 192       | 98,58        | 14 717        | 99,04         |

#### 2ecirconscription
| Candidats      | Candidats      | Étiquette      | Premier tour | Premier tour |
| Candidats      | Candidats      | Étiquette      | Voix         | %            |
| -------------- | -------------- | -------------- | ------------ | ------------ |
|                | Jean Alès      | PRRRS          | 8 497        | 49,98        |
|                | Daunis         | SFIO           | 7 264        | 42,73        |
|                | Gaston         | PC-SFIC        | 824          | 4,85         |
|                | Divers         | Divers         | 415          | 2,44         |
|                |                |                |              |              |
| Inscrits       | Inscrits       | Inscrits       | 21 907       | 100,00       |
| Votants        | Votants        | Votants        | 17 003       | 77,61        |
| Abstention     | Abstention     | Abstention     | 4 904        | 22,39        |
| Blancs et nuls | Blancs et nuls | Blancs et nuls | 3            | 0,02         |
| Exprimés       | Exprimés       | Exprimés       | 17 000       | 99,98        |

#### 3ecirconscription
| Candidats      | Candidats      | Étiquette               | Premier tour | Premier tour |
| Candidats      | Candidats      | Étiquette               | Voix         | %            |
| -------------- | -------------- | ----------------------- | ------------ | ------------ |
|                | Lucien Salette | SFIO                    | 6 968        | 54,70        |
|                | Fargues        | Républicain indépendant | 2 434        | 19,11        |
|                | Coyne          | PRRRS                   | 1 957        | 15,36        |
|                | Allias         | PC-SFIC                 | 1 165        | 9,15         |
|                | Divers         | Divers                  | 215          | 1,69         |
|                |                |                         |              |              |
| Inscrits       | Inscrits       | Inscrits                | 16 757       | 100,00       |
| Votants        | Votants        | Votants                 | 12 788       | 76,31        |
| Abstention     | Abstention     | Abstention              | 3 969        | 23,69        |
| Blancs et nuls | Blancs et nuls | Blancs et nuls          | 49           | 0,38         |
| Exprimés       | Exprimés       | Exprimés                | 12 739       | 99,62        |